# Anna Lisa Andersson
Anna Lisa Andersson, född 3 juni 1873 i Stockholm, död 10 mars 1958 i Stockholm, var en svensk journalist och författare. Hon var reporter på Aftonbladet 1907–1932 och känd under signaturen Huglek.
Hennes föräldrar var spannmålshandlare Carl Johan Andersson och Elise Katarina Sandén. Hon var elev vid Wallinska skolan i Stockholm 1887–1892.
Hon skrev reportage och gjorde intervjuer, och fick på grund av sina goda språkkunskaper ofta uppgiften att intervjua utlänningar, särskilt fransmän, för vilka hon presenterade sig som "Madame Andersson d'Aftonbladet". Hennes specialitet var att ta emot de nödlidande som sökte hjälp på redaktionen och sedan genom artiklar starta insamlingar till hjälp. 1913 tilldelades hon det första stipendiet från De kvinnliga journalisternas stipendiefond för att studera pressens insats i det sociala arbetet i London och Paris. Tiden 1909–1913 avbröt hon tillfälligt sin anställning för att skriva och utgav några romaner, som dock inte fick framgång. Under första världskriget gjorde hon reportage i Ryssland och Polen som medföljare i Röda Korset. Andersson ska ha varit en av de första i svensk dagspress som intervjuade "vanliga människor".
"Huglek" var en på sin tid välkänd stockholmsprofil, "alla visste vem hon var", och hon beskrivs vid sin avgång som en "dam med viss rondör, kärvt humoristisk, rökte cigarr och svor så det osade".  Hon gifte sig aldrig, men redaktör Helge Stark var enligt uppgift "mannen i hennes liv".
Anna Lisa Andersson var den första kvinnliga funktionären i Svenska Journalistförbundet. Hon blev 1929 medlem i Stockholmskretsens valnämnd och 1931 medlem i kretsstyrelsen.